# Saša Kalajdžić
Saša Kalajdžić (Viena, 7 de julio de 1997) es un futbolista austriaco de origen serbio que juega en la demarcación de delantero para el Wolverhampton Wanderers F. C. de la Premier League y en la selección de fútbol de Austria.

## Trayectoria
Kalajdžić comenzó su carrera como futbolista profesional en Austria en el Admira Wacker. Originalmente jugaba como centrocampista, pero más tarde se convirtió en delantero. El 5 de julio de 2019, Kalajdžić firmó un contrato de cuatro años con el club alemán VfB Stuttgart. Poco después de su llegada, sufrió una rotura del ligamento cruzado durante un entrenamiento de pretemporada.
Finalmente, debutó en la liga el 28 de mayo de 2020, entrando como suplente en el minuto 78 de la jornada 28 de la 2. Bundesliga 2019-20 contra el Hamburgo. Posteriormente, marcó su primer gol con el club en la jornada 33 durante la goleada por 6-0 al Núremberg. La temporada siguiente, Kalajdžić lideró con frecuencia la línea de ataque del VfB Stuttgart, terminando la temporada como 6.º máximo goleador de la Bundesliga con 16 goles, ayudando a su equipo a terminar 9.º en la liga. 
El 31 de agosto de 2022 fue traspasado al Wolverhampton Wanderers F. C., firmando un contrato hasta 2027. El día de su debut sufrió una lesión en la rodilla y ya no reapareció hasta la siguiente temporada. En ella marcó tres goles en 13 partidos y, para tener más minutos de cara a la Eurocopa 2024, fue cedido al Eintracht Fráncfort en el mes de enero.

## Selección nacional
Tras jugar con la selección de fútbol sub-21 de Austria, finalmente hizo su debut con la selección absoluta el 14 de octubre de 2020 en un partido de la Liga de las Naciones de la UEFA contra Rumania. El partido acabó con un resultado de 0-1 a favor del combinado austriaco tras el gol de Alessandro Schöpf. El 25 de marzo de 2021 marcó sus dos primeros goles como internacional en el empate a domicilio con Escocia (2-2) durante la fase de clasificación para la Copa Mundial de la FIFA 2022.

## Estilo de juego
Debido a su estatura de dos metros y a su complexión relativamente delgada, Kalajdžić recibió comparaciones con el delantero inglés Peter Crouch, que, al igual que Kalajdžić, funcionaba como un hombre de ataque. Durante su carrera juvenil, Kalajdžić también jugó como centrocampista de contención y se refirió a Nemanja Matić como una inspiración.

## Estadísticas

### Clubes
| Club                          | País       | Año       | Partidos | Goles |
| ----------------------------- | ---------- | --------- | -------- | ----- |
| SR Donaufeld Wien             | Austria    | 2014-2016 | 18       | 7     |
| FC Admira Wacker Mödling II   | Austria    | 2016-2018 | 33       | 13    |
| FC Admira Wacker Mödling      | Austria    | 2017-2019 | 35       | 12    |
| VfB Stuttgart                 | Alemania   | 2019-2022 | 60       | 24    |
| Wolverhampton Wanderers F. C. | Inglaterra | 2022-2024 | 14       | 3     |
| Eintracht Fráncfort (cedido)  | Alemania   | 2024      | 6        | 1     |
| Wolverhampton Wanderers F. C. | Inglaterra | 2024-     |          |       |

### Internacional
Actualizado al último partido disputado el 21 de noviembre de 2023.
| Selección | Año   | Part. | Goles |
| --------- | ----- | ----- | ----- |
| Austria   | 2020  | 2     | 0     |
| Austria   | 2021  | 9     | 4     |
| Austria   | 2022  | 4     | 0     |
| Austria   | 2023  | 4     | 0     |
| Total     | Total | 19    | 4     |